# Kawasphenodon
Kawasphenodon – rodzaj sfenodonta z rodziny hatteriowatych (Sphenodontidae) żyjącego w późnej kredzie i paleocenie na terenach Ameryki Południowej. Gatunek typowy rodzaju został opisany w 2005 roku przez Sebastiána Apesteguíę w oparciu o niekompletną lewą część żuchwy (MACN Pv RN1098) odkrytą w górnokampańskich litoralnych osadach formacji Los Alamitos w prowincji Río Negro w Argentynie. Holotyp obejmuje środkową część żuchwy, bez spojenia i okolic wyrostka dziobiastego. Jej tylny fragment jest bardzo wysoki i obniża się ku przodowi, który u dorosłych osobników był bezzębny. Kompletna żuchwa mierzyła około 11 cm długości, co dowodzi, że Kawasphenodon jest jednym z największych sfenodontów (długość zwierzęcia od czubka pyska do kloaki przekraczała prawdopodobnie 67 cm). Od innych przedstawicieli tego kladu Kawasphenodon różnił się obecnością pojedynczego głębokiego rowka na tylnej stronie zębów dodatkowych. Oprócz holotypu do Kawasphenodon Apesteguía przypisał również dwa fragmenty żuchwy z zachowanymi zębami (MACN Pv RN1099a i b). Inne szczątki sfenodontów odkryte w ich pobliżu nie mogą być z pewnością uznane za należące do tego rodzaju, dlatego Apesteguía przypisał je jedynie do bliżej nieokreślonych Sphenodontidae. W 2014 roku Apesteguía i współpracownicy opisali drugi gatunek Kawasphenodon – K. peligrensis. Jego holotypem również jest niekompletna lewa połówka żuchwy. Odkryto ją (oraz paratypową prawą część żuchwy) w osadach paleoceńskiej formacji Salamanca w Punto Peligro na terenie argentyńskiej prowincji Chubut, co wskazuje, że rodzaj przetrwał wymieranie kredowe. K. peligrensis osiągał znacznie mniejsze rozmiary niż K. expectatus – szacowana długość żuchwy wynosi 37–38 mm; długość zwierzęcia od czubka pyska do kloaki wynosiła prawdopodobnie nieco ponad 24 cm.
Pozycja filogenetyczna Kawasphenodon jest niepewna – wskazał na możliwe pokrewieństwo z Sapheosaurus i pokrewnymi mu taksonami. W 2007 roku Apesteguía i Rougier stwierdzili, że pomimo swojej osobliwości Kawasphenodon może zostać uznany za nietypowego przedstawiciela grupy Opisthodontia. Koncepcję tę potwierdziła analiza filogenetyczna przeprowadzona przez Apesteguíę i współpracowników w 2014 roku, która zasugerowała bliskie pokrewieństwo Kawasphenodon z Opisthias i kladem obejmującym Priosphenodon, Toxolophosaurus i Eilenodon.
Skamieniałości Kawasphenodon zostały odkryte podczas ekspedycji José Bonapartego w latach 80. i 90. XX wieku, który udostępnił je Apesteguí do badań. Nazwa Kawasphenodon pochodzi od boga mórz Kawasa z wierzeń Indian Tehuelczów oraz słowa sphenos („klin”). Epitet gatunkowy gatunku typowego, expectatus („spodziewany”), odnosi się do spodziewanej obecności szczątków sfenodontów w kredowych osadach Patagonii, natomiast peligrensis – do Punta Peligro, gdzie odkryto holotyp tego gatunku.